# 愛が哀しいから
「愛が哀しいから」（あいがかなしいから）は、2008年7月16日に発売された德永英明41枚目のシングル。

## 解説
前作「抱きしめてあげる/花束」から僅か3ヶ月でのシングル。

## パッケージ仕様
通常盤と初回限定盤の2形態で発売された。
初回限定盤は収録曲2曲のミュージック・ビデオが収録されたDVD付。

## タイアップ
米倉涼子主演ドラマ「モンスターペアレント」主題歌。

## チャート成績
オリコンチャート最高位10位を記録。

## 収録曲

### CD
全作曲：德永英明　編曲：坂本昌之
1. 愛が哀しいから
作詞：山田ひろし
2. ことば
作詞：德永英明
3. 愛が哀しいから（Instrumental）
4. ことば（Instrumental）

### DVD（初回限定盤）
1. 愛が哀しいから（MV）
2. ことば（MV）